# 佩雷莫哈 (卡利尼夫卡市鎮)
50°32′10″N 30°50′15″E / 50.53611°N 30.83750°E
佩雷莫哈（烏克蘭語：Перемога）是烏克蘭中北部基輔州村落，由布羅瓦里區卡利尼夫卡市鎮負責管轄，始建於1922年，面積1.36平方公里，海拔高度126米，2001年人口213，人口密度每平方公里156.6人。